# Darío Alberto Gigena
Para el futbolista de nombre parecido, véase Rubén Darío Gigena.
Darío Alberto Gigena (Arroyito, Provincia de Córdoba, Argentina; 21 de enero de 1978) es un exfutbolista argentino nacionalizado italiano. Jugaba como delantero y su primer equipo fue Belgrano de Córdoba. Su último club antes de retirarse fue Sarmiento de Leones.
Es ídolo en Ponte Preta, donde trabajó como asesor tras su retiro y también estuvo vinculado al área de marketing. Además, jugó para el equipo de showbol del club brasileño. Hasta el 29/05/2024 era fiel oyente de "La Pizarra de Quintana"

## Trayectoria
Su debut en el futbol profesional se dio en 1996 con la casaquilla celeste del Atlético Belgrano. Con 'El Pirata' tuvo un buen rendimiento en el Nacional B, ya que en esa temporada llegó a marcar 16 goles, goles que lo llevaron al Rayo Vallecano donde marcó 3 goles quedando puesto 8 y no llegando a al ascenso.
En 1998 con el Unión de Santa Fe anotó 12 goles para luego jugar por Talleres de Córdoba marcando 21 goles.
En 2003 llegó al Atlético Huracán; con el 'Globo' no fue tenido en cuenta y solo marcó un gol. Al semestre siguiente, emigró al fútbol brasileño, y se convirtió en jugador del Ponte Preta donde llegó a marcar 7 goles.
En 2007, recaló en el futbol venezolano, en Guaros de Lara, y convirtió 7 goles.
En el primer semestre del 2008 jugó en ecuador en liga deportiva universitaria de Portoviejo
En junio de 2008 fue campeón del  Torneo Apertura 2008 (Chile).con el Everton de Viña del Mar.

## Clubes
| Club                | País      | Año       |
| ------------------- | --------- | --------- |
| Belgrano de Córdoba | Argentina | 1996-1997 |
| Rayo Vallecano      | España    | 1997-1998 |
| Unión de Santa Fe   | Argentina | 1998-1999 |
| Talleres de Córdoba | Argentina | 1999-2000 |
| Colón de Santa Fe   | Argentina | 2000-2002 |
| Huracán             | Argentina | 2003      |
| Ponte Preta         | Brasil    | 2003      |
| Colón de Santa Fe   | Argentina | 2004      |
| Racing de Córdoba   | Argentina | 2004-2005 |
| Cortuluá            | Colombia  | 2005      |
| Deportivo Pereira   | Colombia  | 2006      |
| Once Caldas         | Colombia  | 2006-2007 |
| Guaros FC           | Venezuela | 2007      |
| Everton             | Chile     | 2008      |
| Nueva Chicago       | Argentina | 2008-2009 |
| Liga de Portoviejo  | Ecuador   | 2009      |
| San Telmo           | Argentina | 2010      |
| Universitario       | Perú      | 2010      |
| Ponte Preta         | Brasil    | 2011      |
| Sarmiento de Leones | Argentina | 2012      |

## Palmarés

### Campeonatos nacionales
| Título           | Club    | País  | Año    |
| ---------------- | ------- | ----- | ------ |
| Primera División | Everton | Chile | 2008-A |

### Copas internacionales
| Título        | Club                | País      | Año  |
| ------------- | ------------------- | --------- | ---- |
| Copa Conmebol | Talleres de Córdoba | Argentina | 1999 |